# TEO LT
TEO LT (рос. ТЕО ЛТ) — була однією з найбільших телекомунікаційних компаній Литви. Була заснована в 1992 році. Колишня назва «Lietuvos telekomas» (рос. Литовский телеком). 88,15 % акцій компанії належали скандинавському телекомунікаційному гіганту TeliaSonera.
1 лютого 2017 року Teo об'єдналася з Omnitel та Baltic Data Center і була перейменована в Telia Lietuva. Teo придбала акції Omnitel за 220 мільйонів євро. Після об'єднання Telia Lietuva  стала найбільшою компанією у сфері телекомунікацій, ІТ та телеьачення в Литві. Об'єднана компанія отримала назву Telia Lietuva.